# Jean-Paul Tarud
Jean-Paul Tarud Kuborn (Dubái, Emiratos Árabes; 1976) es un diplomático chileno, primer embajador de Chile en Emiratos Árabes Unidos.

## Biografía
Nació en Dubái, ciudad en que su padre, Jorge Tarud, trabajaba en una empresa de decoración de interiores y arquitectura junto a su esposa, Dominique Kuborn, durante la época de la dictadura militar en Chile. Tarud Kuborn es el mayor de dos hermanos. Vivió en Dubái hasta los 8 años, luego estuvo en Chile hasta los 15 y estudió en el Colegio de la Alianza Francesa. Volvería años después a los países árabes, a Arabia Saudita, cuando Jorge Tarud fue designado embajador de Chile en ese país en 1990.
En 2006 fue designado para abrir la oficina comercial de ProChile en la ciudad de Dubái, donde las exportaciones chilenas habían tenido un alto crecimiento. Michelle Bachelet lo nombró Embajador de Chile en Emiratos Árabes Unidos en 2009, mismo año en que se inauguró la Embajada. Tarud acumula más de 25 años en la península arábiga, convirtiéndolo en el diplomático chileno con mayor experiencia en Medio Oriente.
Tarud organizó la visita a Chile del primer ministro de EAU, jeque Mohamed bin Rashid Al Maktum, y participó en la elaboración de los convenios de inversiones y transportes aéreos que fueron firmados durante la visita. También coordinó las visitas del canciller emiratí, jeque Abdullah bin Zayed Al Nahyan y la firma de acuerdos de consultas políticas y supresión de visado para pasaportes diplomáticos y oficiales (2013) así como para pasaportes ordinarios (2017) que han beneficiado a Chile en materia económica y comercial.
Tarud tiene un MBA especializado en Marketing de la Escuela de Negocios de París (ESCP), un Postgrado en Comercio y Relaciones Internacionales y un diploma de Ingeniería Comercial, ambos de la Universidad de Canberra, Australia. También realizó parte de sus estudio en la Universidad Adolfo Ibáñez de Valparaíso y terminó la enseñanza media en la Alianza Francesa de Santiago. Habla seis idiomas. Previamente a su carrera diplomático trabajó en EAU entre 2001 y 2006, y dirigió empresas en Australia, Francia y EE. UU. en el ámbito de servicios, comercio y relaciones internacional en la década de los 90.

## Controversias
La Asociación de Diplomáticos de Chile, a través de Enrique Melkonian, declaró en 2009 que "la opinión pública percibirá esto (nombramiento como embajador) como un claro acto de nepotismo", dado que su padre ocupaba el cargo de Diputado oficialista. Sin embargo el embajador Melkonian declaró públicamente haberse equivocado acerca del joven diplomático un año después, por su desempeño.[cita requerida]
En 2013 fue falsamente involucrado en una supuesta iniciativa del gobierno de venta de agua de la Patagonia a Catar, hecho que fue desmentido por la Cancillería y por Tarud.